# 現代俳句評論賞
現代俳句評論賞（げんだいはいくひょうろんしょう）は、現代俳句協会が1982年から主催している公募の俳句評論賞。400字詰め原稿用紙30枚程度の俳句評論作品（直近であれば既発表でも可）、または評論単行本が選考対象で、協会会員でなくても応募できる。選考委員は、井口時男、西村我尼吾、橋本喜夫、松王かをり、武良竜彦の6名（令和7年現在）。

## 受賞一覧
- 第1回（1982年）- 大橋嶺夫
- 第2回（1983年）- 中里麦外、四ツ谷龍
- 第3回（1984年）- 綾野道江、鈴木蚊都夫
- 第4回（1985年）- 松林尚志
- 第5回（1986年）- 星野昌彦
- 第6回（1987年）- 該当者なし
- 第7回（1987年）- 成井惠子
- 第8回（1988年）- 前川剛、村松彩石
- 第9回（1989年）- 該当者なし、佳作：細井啓司
- 第10回（1990年）- 細井啓司
- 第11回（1991年）- 秋尾敏
- 第12回（1992年）- 該当者なし
- 第13回（1993年）- 前川紅楼
- 第14回（1994年）- 谷川昇
- 第15回（1995年）- 該当者なし
- 第16回（1996年）- 江里昭彦
- 第17回（1997年）- 久保田耕平
- 第18回（1998年）- 該当者なし
- 第19回（1999年）- 五島高資
- 第20回（2000年）- 該当者なし
- 第21回（2001年）- 大畑等、守谷茂泰
- 第22回（2002年）- 小野裕三、高橋修宏
- 第23回（2003年）- 五十嵐秀彦
- 第24回（2004年）- 白石司子、山本千代子
- 第25回（2005年）- 柳生正名
- 第26回（2006年）- 宇井十間
- 第27回（2007年）- 高岡修
- 第28回（2008年）- 松田ひろむ
- 第29回（2009年）- 該当者なし
- 第30回（2010年）- 近藤栄治
- 第31回（2011年）- 神田ひろみ
- 第32回（2012年）- 松下カロ
- 第33回（2013年）- 山田征司、佳作：後藤章
- 第34回（2014年）- 竹岡一郎
- 第35回（2015年）- 髙野公一
- 第36回（2016年）- 該当者なし、佳作：後藤章
- 第37回（2017年）- 松王かをり、佳作：外山一機
- 第38回（2018年）- 後藤章
- 第39回（2019年）- 武良竜彦
- 第40回（2020年）- 外山一機
- 第41回（2021年）- 該当者なし、佳作：越智洋
- 第42回（2022年）- 岡田一実
- 第43回（2023年）- 該当者なし
- 第44回（2024年）- 田辺みのる、佳作：石川夏山
- 第45回（2025年）- 元木幸一